# Lingua polisintetica
Una lingua polisintetica (o incorporante) è una lingua che ha una struttura della parola molto complessa, formata da più morfemi attaccati assieme come le lingue agglutinanti, ma a differenza di queste, in cui normalmente vi è in una parola una sola radice lessicale, presentano la peculiarità che in una stessa parola possono comparire due o anche più radici lessicali, morfemi pieni.
Le parole di queste lingue tendono dunque a corrispondere spesso a ciò che nelle altre lingue sarebbero delle frasi intere: le lingue polisintetiche sono l'opposto delle lingue isolanti.
Un esempio sono le lingue apache, il cherokee, l'ojibwe, il kalaallisut, l'inuktitut e molte altre.